# Nová Ves (kraj liberecki)
Nová Ves – gmina w Czechach, w powiecie Liberec, w kraju libereckim. Według danych z dnia 1 stycznia 2014 liczyła 813 mieszkańców.